# Ononis maweana
Ononis maweana är en ärtväxtart som beskrevs av John Ball. Enligt Catalogue of Life ingår Ononis maweana i släktet puktörnen och familjen ärtväxter, men enligt Dyntaxa är tillhörigheten istället släktet puktörnen och familjen ärtväxter. IUCN kategoriserar arten globalt som nära hotad. Arten har ej påträffats i Sverige. Inga underarter finns listade i Catalogue of Life.